# Biblioteca civica Bertoliana
La Biblioteca civica Bertoliana è un'istituzione pubblica culturale del comune di Vicenza. Inaugurata agli inizi del XVIII secolo, è la più antica e importante biblioteca della città (la terza della Regione del Veneto per importanza dopo la Biblioteca nazionale Marciana di Venezia e la biblioteca universitaria di Padova), presente in tutto il territorio comunale attraverso il Sistema Bibliotecario Urbano, che conta sette sedi decentrate oltre a quella principale.
La sede principale è presso Palazzo San Giacomo in contrà Riale 5.

## Storia

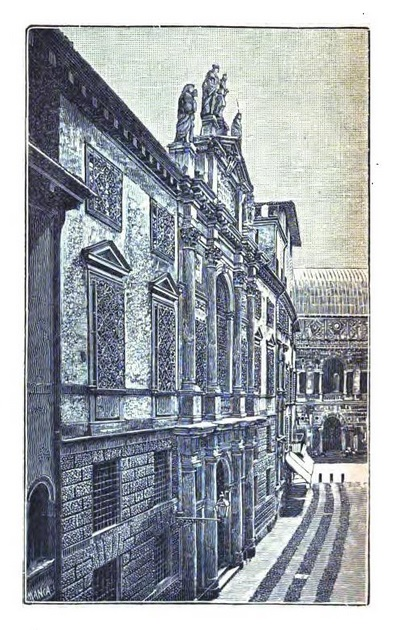
La facciata della Biblioteca Bertoliana nel lato del Palazzo del Monte di Pietà, disegno tratto da La Biblioteca Bertoliana di Vicenza di Domenico Bortolan e Sebastiano Rumor, Vicenza, 1892.

La storia della biblioteca di Vicenza ebbe inizio nel 1696 quando Giovanni Maria Bertolo, nobile vicentino, decise di donare alla città la sua biblioteca, di circa 9.000 volumi, perché diventasse di utilizzo pubblico e purché fosse conservata in un "vaso di tanto splendore". Si decise quindi di collocare la biblioteca privata del Bertolo nel Palazzo del Monte di Pietà, progetto ultimato nel 1706. Nel 1708, dopo l'ampliamento del Palazzo a opera di Francesco Muttoni, la biblioteca venne aperta ufficialmente ai vicentini e intitolata "Bertoliana" in onore del suo fondatore, morto prima della conclusione dei lavori. L'inventario della donazione del Bertolo elenca 8.701 opere, di cui 1.614 di argomento giuridico.
Nel corso degli anni si susseguirono donazioni e acquisti di altri libri, ma fu alla morte dell'economista, statista e senatore Fedele Lampertico (che donò alla biblioteca il suo patrimonio di circa 20.000 tra volumi e opuscoli) che nacque la necessità di trovare maggiore spazio per la struttura. La scelta ricadde sullo stabile del convento di San Giacomo, in contra' Riale, liberato dai padri Somaschi. Nel 1908 iniziarono i lavori di ristrutturazione progettati dall'ing. Dondi Dall'Orologio, dell'Ufficio tecnico comunale. Il 23 gennaio 1910 si tenne l'inaugurazione della nuova sede in cui tuttora opera la Bertoliana, capace di ospitare 240.000 volumi, 100.000 opuscoli e 20.000 buste d'archivio. Alla cerimonia d'inaugurazione partecipò direttamente anche lo scrittore Antonio Fogazzaro.
Negli anni successivi, e in quelli più duri della prima guerra mondiale, non mancarono donazioni importanti per l'accrescimento del patrimonio bibliotecario. A più riprese, dal 1924 al 1933, l'ambasciatore Lelio Bonin Longare donò l'archivio e la libreria della famiglia Nievo, ricca di manoscritti, incunaboli, cinquecentine.
Con la seconda guerra mondiale la direzione si vide costretta a spostare le opere di pregio, che furono nascoste tra Villa Camerini di Montruglio a Mossano e l'Abbazia di Praglia a Teolo; la collocazione tuttavia era a rischio di razzia dopo l'armistizio e quindi il materiale più prezioso fu trasferito e murato nei sotterranei del Santuario di Monte Berico in città e in parte a Venezia. L'ultimo rischioso trasferimento avvenne il 12 aprile 1945. Un mese dopo, a liberazione avvenuta, iniziò l'incombenza opposta di far rientrare il patrimonio nella sede dell'ex Convento di San Giacomo.
Nel dopoguerra si procedette ad una radicale ristrutturazione della Biblioteca sotto il profilo istituzionale e nella disposizione logistica. Per ricavare nuovi spazi destinati ai magazzini librari e al pubblico, in tre successive fasi di lavoro, tra il 1950 e il 1959, fu spostato lo scalone d'ingresso e si procedette allo sventramento delle strutture nelle ali ovest ed est dell'ex convento. Iniziò poi il progetto di decentramento, che si concretizzò nel 1965 con l'apertura della prima biblioteca succursale nel Villaggio del Sole, a cui seguirono man mano le altre sei.

## Patrimonio
Il patrimonio della sede centrale della biblioteca consiste in circa 450.000 volumi (200.000 dei quali antichi), pubblicati tra il 1501 e il 1830, 750 testate (173 periodici e 145 testate insieme a Gazzette Ufficiali e BUR) e 3.550 manoscritti.
Alla gestione della Biblioteca è stato affidato, nel 1881, anche l'Archivio Storico del comune di Vicenza, il cui complesso di documenti si suddivide in due parti: il cosiddetto "Archivio di Torre" (così identificato per l'antica collocazione nella Torre del Tormento, in piazza delle Erbe), che comprende la parte più antica della documentazione, e l'Archivio Storico, che conserva il materiale ottocentesco fino al 1893. Sono presenti inoltre archivi di famiglia, degli antichi ospedali di Vicenza, di enti e istituzioni, professionali, di persona, di politici vicentini e di scrittori vicentini del Novecento.
Possiede inoltre una sezione cartografica (sia a stampa che manoscritta), una fotografica, una musicale, una di microfilm ed un'emeroteca.

### Fondi donati alla Bertoliana
| Secolo | Anno      | Dettagli del fondo |
| ------ | --------- | --- |
| 1700   | 1776      | Alba Checcozzi dona la libreria del fratello Giovanni Checcozzi (1691-1756), composta da 1.623 volumi, di cui 426 in folio e vari incunaboli. |
|        | 1790      | Nereo Neri lascia alla Bertoliana 600 volumi di carattere scientifico appartenuti al fratello Filippo. |
|        | 1790      | Carlo Todaro dona 580 volumi, di cui molti in tedesco e francese. |
| 1800   | 1826      | Paolina Porto Godi Bissari dona 730 volumi, di cui 6 incunaboli, tra i quali compare l'editio princeps di Aristofane, stampato da Aldo Manuzio nel 1498. |
|        | 1872-1873 | Antonio Magrini e Maria Franceschini donano 49 opere a stampa del Magrini stesso, oltre a tutti gli esemplari che ancora erano in casa della sua opera maggiore (Memorie intorno la vita e le opere di Andrea Palladio).                                                              |
|        | 1877      | Si acquisisce il dono, annunciato nel 1874, del marchese Lodovico Gonzati, che consta di 3.000 volumi e 7.000 opuscoli, tutti di autori o argomenti vicentini. |
|        | 1885      | Francesco Molon lascia 879 volumi e 700 opuscoli. |
| 1900   | 1906      | Alla morte di Fedele Lampertico, la sua imponente raccolta libraria (20.000 tra volumi e opuscoli) è donata alla Bertoliana. La sala dei cataloghi, per questo, porta il suo nome. |
|        | 1912      | Giuseppe Zanella, già sindaco della città, affida alla Bertoliana la biblioteca raccolta nell'abitazione di città del fratello, l'abate Giacomo Zanella (1820-1888). |
|        | 1924-1933 | L'ambasciatore Lelio Bonin Longare dona l'archivio e la libreria della famiglia Nievo, che consta di 6.173 volumi e circa 1.300 opuscoli. |
|        | 1929      | Per disposizione testamentaria, mons. Sebastiano Rumor, vicebibliotecario e poi bibliotecario della Bertoliana, lascia alla stessa, oltre a carte e volumi relativi alle ricerche da lui condotte, lettere autografe di Zanella e carteggi e minute delle opere di Antonio Fogazzaro. |
|        | 1930      | Gli eredi del bibliotecario mons. Domenico Bortolan (1850-1928) affidano alla Bertoliana le carte contenenti il frutto delle ricerche condotte dallo studioso. |
| 2000   | 2005      | Giunge la libreria di Giovanni Scola, avvocato e amministratore pubblico al tempo della municipalità provvisoria di Vicenza, con 605 opere. |

### Archivi di famiglia
Presso la Bertoliana sono conservati 39 archivi di famiglie nobili vicentine, che hanno iniziato a convergere presso la biblioteca vicentina a partire dalla seconda metà dell'Ottocento. Tale documentazione ricopre un arco cronologico che va dal XII al XX secolo. Il primo archivio pervenuto è quello appartenente alla famiglia Bruto Revese, donato dal sacerdote Gaetano Bruto Revese di Brendola nel 1878.
Gli archivi di famiglia della biblioteca vicentina sono pervenuti all'istituzione per donazione, per disposizione testamentaria o affidati in deposito, principalmente durante la Seconda Guerra Mondiale. La maniera con cui alcuni di essi sono pervenuti alla Bertoliana sono sintetizzati nel libro curato dalla biblioteca stessa nel 2000: Donazioni 1872-2000. L'acquisizione più recente risale al 2007, con il deposito dell'archivio della famiglia Scola Camerini.

### Fototeca
Nella Biblioteca Civica di Vicenza sono conservati circa 100.000 immagini, appartenenti a 14 fondi fotografici e reperibili su supporti di carta, vetro e poliestere. Le fotografie conservate presso la fototeca vicentina sono state realizzate tra la metà dell'Ottocento e gli anni settanta del Novecento e documentano la storia economica, sociale e artistica della città e del territorio.

### Emeroteca
Presso la Bertoliana è attivo il servizio di emeroteca, disponibile in Contrà Reale 13 al piano terra di Palazzo Costantini. È possibile consultare direttamente 107 testate, tra cui 25 quotidiani, di cui 8 in lingua straniera.

## Cataloghi

### Cataloghi on-line
A partire dal 1990 la biblioteca ha abbandonato le schedine cartacee in favore della catalogazione on-line, che rendono la consultazione dei cataloghi più immediata.

#### Catalogo dei libri antichi
All'interno del catalogo della Bertoliana è possibile consultare il catalogo on-line dei libri antichi, consistente in cinquecentine, seicentine e parte delle settecentine, oltre che il fondo locale antico. Gli altri libri antichi sono consultabili solo in parte. Recentemente è stata avviata anche la catalogazione di documenti grafici, quali manifesti politici e fondi fotografici. Quelli presenti nel catalogo on-line sono solo una piccola parte del materiale presente alla Bertoliana.

#### Catalogo dei manoscritti
Nel 2003 ha preso avvio il progetto di catalogazione dei manoscritti all'interno del software regionale Nuova Biblioteca Manoscritta (NBM), strumento informatico principale di conoscenza e accesso al patrimonio manoscritto veneto. Risultano catalogati 1.299 manoscritti, anche se i numeri sono in continuo aggiornamento. È possibile inoltre consultare i relativi cataloghi cartacei per autori o, in caso di opere anonime, per titoli.

#### Catalogo degli archivi
Nel 2007 è iniziato un progetto di inventariazione informatizzata degli archivi realizzato tramite un software unico, chiamato Arianna. Il software è arrivato alla versione 3.2 e sono stati inseriti 35 archivi di famiglia, oltre a 6 archivi di ospedali, 3 di enti storici vicentini e 2 archivi di persona e dati di archivi politici. L'inventariazione fatta è sommaria, ma permette una navigazione precisa e proficua all'interno del fondo.

### Cataloghi cartacei
Presso la Bertoliana sono disponibili, oltre ai cataloghi on-line, anche quelli cartacei. In essi sono registrati tutti i documenti acquisiti dalla Bertoliana dalla sua fondazione, avvenuta dal 1708 al 1929. Parte di questi documenti sono stati digitalizzati. Al 2015 sono in fase di catalogazione le edizioni del XVIII e del XIX secolo, grazie ai progetti di Servizio Civile e ai contributi della Fondazione Cariverona. Esiste una sezione separata del catalogo per le opere di scrittori vicentini. Sono presenti all'incirca 200.000 titoli.

## Bibliotecari storici
Giovanni Agostino Cerato († 1711) fu il primo bibliotecario, proposto dallo stesso Bertolo. L'inventario redatto da quest'ultimo (per materia) a partire dalla sua nomina, avvenuta l'8 dicembre 1707, è stato il primo strumento in uso e ad uso della Bertoliana, ma solo per quanto riguarda l'accesso alla lettura delle opere. Il prestito, difatti, era severamente vietato;
Giovanni Antonio Casotto († 1735), bibliotecario dal 1711 al 1722, appartenne al terz'ordine francescano. Definito uomo dottissimo, nel 1709 si offrì volontario per la compilazione del catalogo in ordine alfabetico dei 9.000 volumi lasciati in eredità dal Bertolo stesso, oltre che ad un indice per materia l'anno seguente. Grazie a questo lavoro venne nominato bibliotecario nel 1711, con la provvigione di 150 ducati annui. A causa dell'età avanzata e della salute cagionevole, ricoprì tale ruolo solo per un decennio, dopo di che richiese espressamente di potersi ritirare a vita più tranquilla;
Michelangelo Zorzi (1671-1744), bibliotecario dal 1722 al 1744. Studiò retorica e filosofia al Collegio dei Nobili di Padova, diretto dai padri Somaschi. Ottenne una laurea in legge nel 1689 ed esercitò per qualche anno l'avvocatura a Venezia. Dopo qualche anno si ritirò a Vicenza e si dedicò allo studio della letteratura. Intrattenne corrispondenze con personaggi illustri, tra cui Scipione Maffei. Venne eletto bibliotecario in seguito alla vacanza del seggio lasciato dal Casotto, tornando a dedicarsi allo studio della letteratura. Riprese a scrivere la storia degli scrittori vicentini, che compilò in due volumi dal titolo Vicenza illustre per lettere, e pubblicò scritti sulle vite di Galeazzo Gualdo Priorato e Giambattista Liviera. Come bibliotecario curò il decoro della biblioteca a lui affidata con grande passione;
Parmenione Trissino († 1782), bibliotecario dal 1744 al 1779. Si attivò subito nell'individuazione dei doppioni e del loro smaltimento; così facendo la biblioteca poté acquistare nuovi libri;
Giulio Tortosa († 1791), bibliotecario dal 1780 al 1791. Coltivò con predilezione le lettere e le belle arti. Scrisse Elogi della musica (Vicenza, 1757), una cantata per l'accademia armonica di Vicenza, dei versi per le nozze del Conte Nicola Ferdinando Sesso con la Contessa Chiara Schio, e due iscrizioni latine;
Pietro Dalla Tavola, bibliotecario dal 1791 al 1794. Venne eletto a seguito della morte di Tortosa, ma a causa del cattivo stato in cui versava il patrimonio librario della Bertoliana, il suo servizio venne sospeso, così come l'utilizzo della biblioteca stessa, affinché i documenti potessero essere rimessi in sesto. La responsabilità di adempiere a tale compito fu affidato a padre Domenico Franceschini. Quando, nel 1794, si riunì il Consiglio per confermare la posizione di Dalla Tavola, quest'ultimo non ottenne i voti necessari, e fu quindi dimesso dall'ufficio di bibliotecario;
Padre Domenico Franceschini († 1803), bibliotecario dal 1800 al 1803. Chierico regolare somasco, bibliografo, venne incaricato di redigere delle norme per il riordino della Bertoliana nel momento in cui venne eletto bibliotecario Dalla Tavola. Tali norme erano contenute nel suo Piano delle operazioni da farsi. Nel 1800 la biblioteca ancora non aveva riaperto al pubblico e, per ovviare a tale disagio, venne nominato il Franceschini come bibliotecario: in questo modo poteva sovrintendere ai lavori di sistemazione della documentazione e al contempo ai lavori d'ufficio. Poté adempiere a tali incarichi solo per altri tre anni;
Ignazio Savi (1775-1857), bibliotecario dal 1803 al 1857. Teologo, fu sotto la sua direzione che la biblioteca vide un periodo di forte splendore. Furono concentrate in essa diverse biblioteche private e quelle delle corporazioni religiose soppresse. Il numero di volumi salì a 80.000 e nell'aula magna furono aggiunte cinque grandi stanze. Compilò due accuratissimi elenchi delle opere esistenti, uno per materia ed uno secondo la collocazione numerale; redasse indici, raccolse manoscritti ed epistolari. Scrisse diverse memorie municipali, tra cui Memorie antiche e moderne intorno alle pubbliche scuole in Vicenza (Vicenza, 1815), le Compendiose notizie dei Vescovi Vicentini (Vicenza, 1818) e Memorie storiche intorno la Chiesa di S. Vito di Vicenza (Vicenza, 1879). Da Mons. Peruzzi, vescovo di Vicenza, ottenne la nomina a Canonico della Cattedrale l'8 luglio 1825 e quella di Ispettore distrettuale delle scuole da parte del Governo;
Don Andrea Capparozzo (1816-1884), bibliotecario dal 1857 al 1884. Studiò nei seminari di Vicenza e Verona; ordinato sacerdote, si dedicò ai giovani e fu maestro di grammatica a Castelfranco Veneto. Nel 1848 prese la via dell'esilio forzato, rifugiandosi a Bologna, Roma e Firenze. Ritornò a Vicenza nel 1849 e aprì una scuola privata, che rimase aperta fino a quando non venne eletto bibliotecario. Sotto la sua direzione venne rifatto il catalogo per autori, venne stilato il catalogo dei manoscritti e ampliato il catalogo per materia. Dei suoi studi bibliografici s'annoverano Dante e Vicenza (Vicenza, 1865), la bibliografia di tutte le opere di Giangiorgio Trissino, un elenco dei codici più pregevoli, edito nel Giornale delle biblioteche negli anni 1870 a 1873 e una conferenza letta all'Accademia Olimpica di Vicenza Sui doni pervenuti alla Biblioteca Bertoliana dal 1º gennaio 1858 a tutto l'anno 1871 (Vicenza, 1872);
Domenico Bortolan (1850-1928), nominato bibliotecario nel 1884. Stimato studioso di storia e cultura locale, pubblicò decine di saggi, molti dei quali stampati dalla storica Tipografia San Giuseppe (poi Rumor) di ponte Pusterla;
Sebastiano Rumor (1862-1929), nominato direttore della Bertoliana nel 1925. Mediante numerose pubblicazioni illustrò le memorie e la cultura vicentina dell'epoca moderna e contemporanea e donò la sua biblioteca al Museo civico, e la sua collezione fogazzariana alla Bertoliana;
Antonio Marco Dalla Pozza (1900-1967), laureato in lettere all'Università di Padova, fu assunto come vicedirettore della Bertoliana nel 1926 e nominato direttore nel 1929;
Giancarlo Savino, direttore della Bertoliana dal 14 aprile al 12 luglio 1969;
Laura Oliva (1930), direttrice dal 1969 al 1995;
Albino Morello, nominato il 24 agosto 1995 come direttore pro tempore, ricoprì tale carica fino al 31 gennaio 1996;
Giorgio Lotto (1955), direttore dal 1996.
Mattea Gazzola, direttrice

## Sedi

### Sedi principali

#### Palazzo San Giacomo
È la sede storica principale della Biblioteca Bertoliana, sita in contrà Riale 5. Precedentemente sede del convento seicentesco dei padri Somaschi, venne abbandonato da quest'ultimi nel 1772, a seguito del decreto (1766) della Repubblica Veneta, il quale decretava la soppressione di monasteri e ospizi. Il complesso venne quindi acquisito dalla città nel 1774 e venne da allora adibito a scuole civiche e a sede dell'Archivio e Camera notarile. Avrebbe dovuto essere riconvertito nel palazzo delle Poste e dei Telegrafi, ma il progetto fallì, e venne quindi destinato ad ospitare, nel 1910, la Biblioteca Civica vicentina.
Dispone di: 3 sale di lettura con 115 posti a sedere, 3 lettori di microfilm, 7 postazioni per l'accesso ai cataloghi elettronici, 2 postazioni per la consultazione di cd-rom e banche dati e 4 postazioni per la consultazione di Internet.

#### Ex chiesa dei Santi Filippo e Giacomo
Annessa al complesso conventuale di Palazzo San Giacomo, sita in Stradella San Giacomo, è una delle sedi principali della Bertoliana, adibita a sala concerti e convegni di vario tipo. Al 2015 è inagibile a causa di opere di restauro.

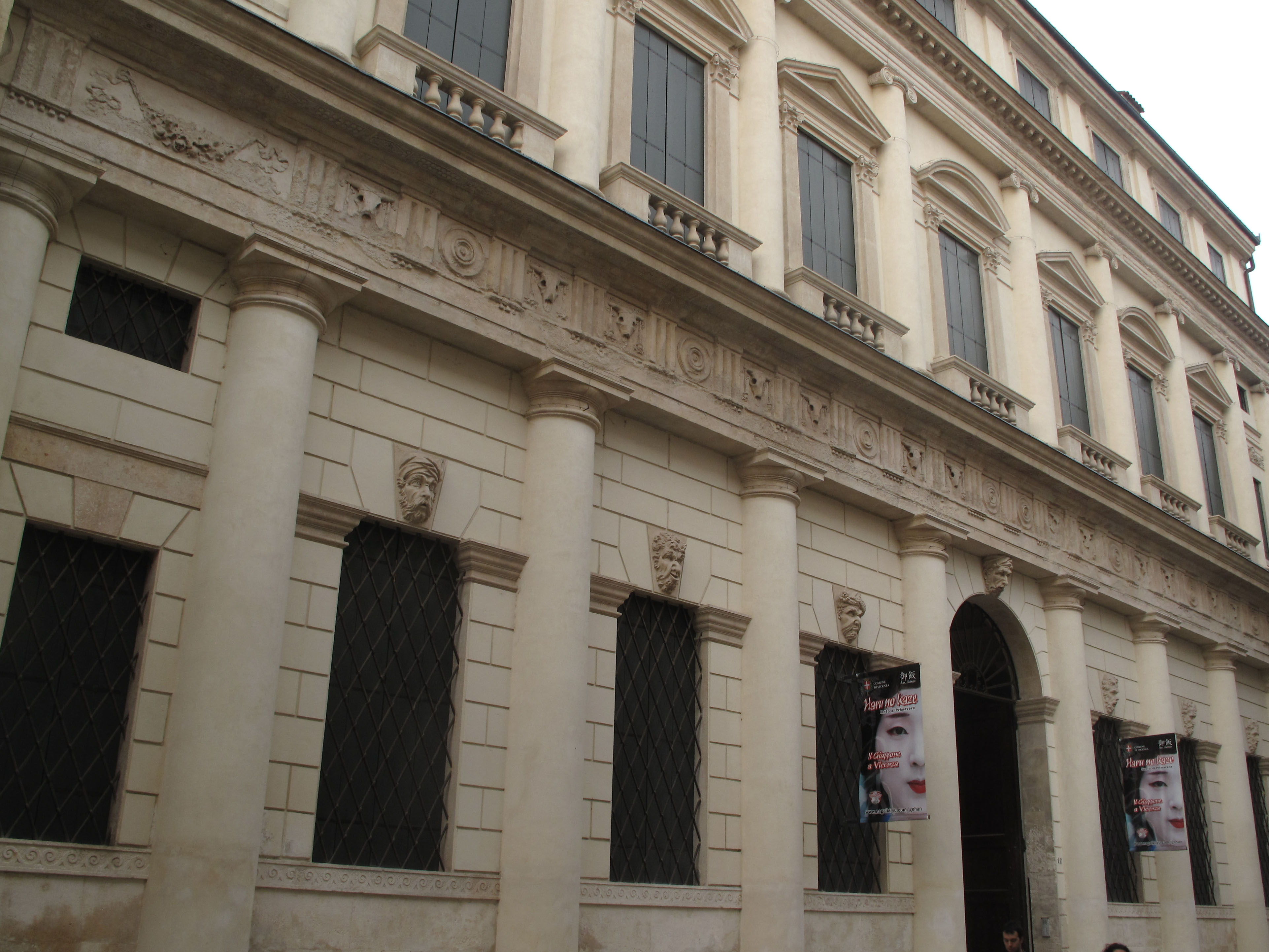
Palazzo Cordellina

#### Palazzo Cordellina
Sito di fronte a Palazzo San Giacomo, il palazzo è utilizzato come centro culturale, sede di esposizioni temporanee e conferenze. Commissionato originariamente dal giureconsulto veneto Carlo Cordellina, venne costruito in stile palladiano tra il 1786 e il 1790. Durante la Seconda Guerra Mondiale, alcuni bombardamenti distrussero parte dello stabile. Dal 2007 al 2011 è stato oggetto di importanti restauri.

### Sedi del Sistema Bibliotecario Urbano

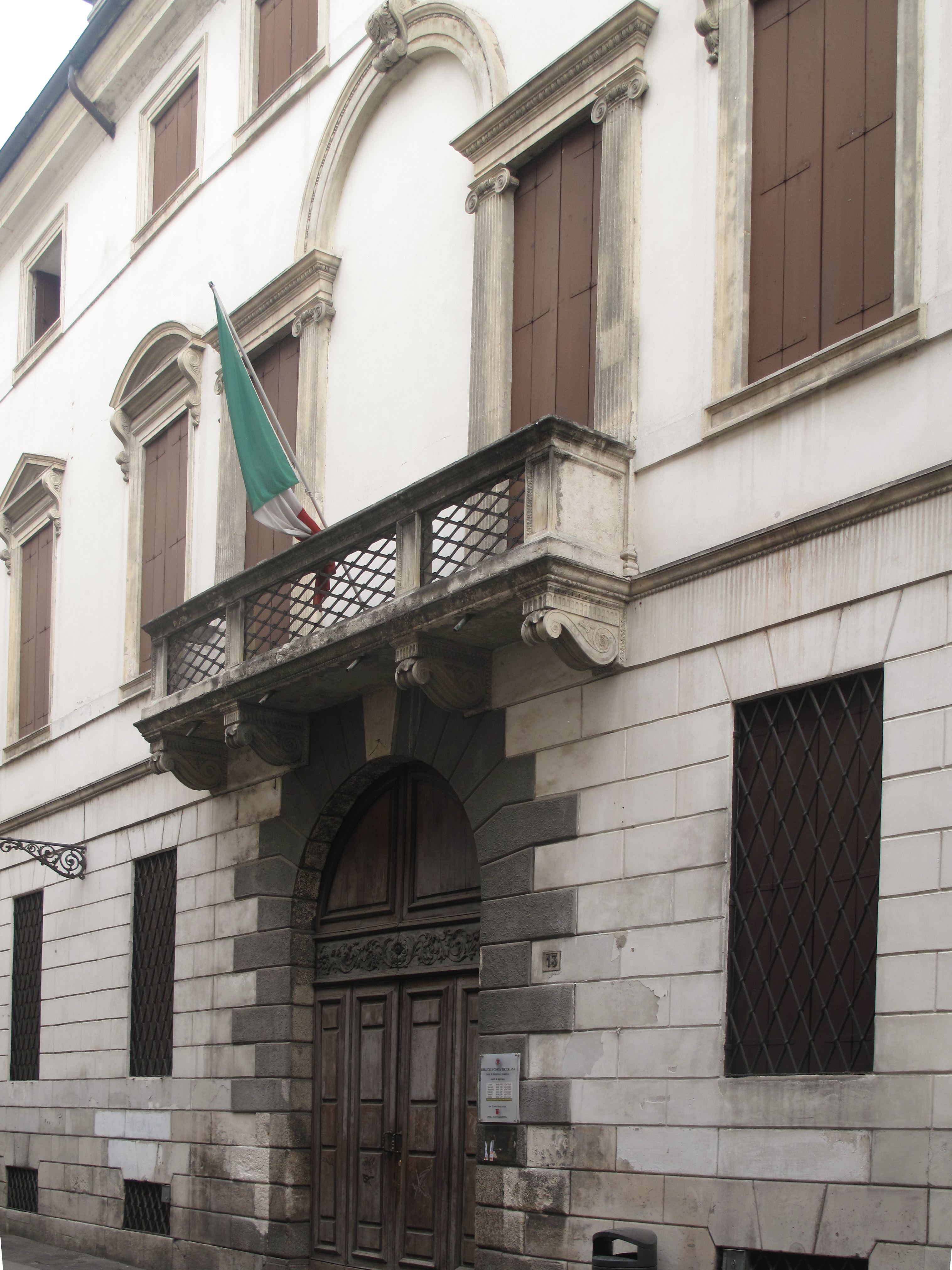
Ingresso di Palazzo Costantini

#### Palazzo Costantini
È la biblioteca della circoscrizione 1. Eretto nel 1840 per volere di Gaetano Costantini, l'edificio venne acquisito dalla Casa del Popolo dei cattolici vicentini e fu loro sede dal 1913 al 1921, anno in cui divenne la sede dell'INAIL. Inaugurata nel 1981 come "Sala per la Ricerca Guidata", nel 1993 (dopo il restauro del palazzo) la biblioteca è stata ampliata, con l'apertura della "Sala Dalla Pozza", intitolata all'ex direttore della Biblioteca Bertoliana Antonio Marco Dalla Pozza, utilizzata come spazio polivalente.
La Biblioteca è specializzata nel settore della consultazione e in quello artistico e letterario.
Volume patrimonio: 20.000 volumi circa.
Questa sede dispone di: 9 sale di lettura con 130 posti a sedere, una postazione per l'accesso ai cataloghi elettronici, una per la consultazione di Internet e di un reparto ragazzi con opere adatte ai giovani lettori.
Si trova in contrà Riale 13 (a pochi passi dalla sede centrale di palazzo San Giacomo).

#### Riviera Berica
Biblioteca della circoscrizione 2, ha iniziato la sua attività nel 1974, con prima sede nel piano interrato della scuola media Scamozzi; trasferita poi al Centro Civico 2 fino al 2003, da quando è stata collocata presso l'ex scuola elementare Fogazzaro.
La Biblioteca possiede un fondo specialistico di libri sullo sport e ospita la sede del CDEA (Centro di Documentazione su Ecologia e Ambiente), che possiede circa 2.000 volumi sull'escursionismo, sugli animali, su varie tematiche ecologistiche. Le riviste presenti correnti sono 8 e di alcune testate è presente la collezione completa (Cicloturismo e Airone).
Volume patrimonio: 10.000 volumi circa, 24 periodici correnti, 2 quotidiani per la consultazione in sede (Il Giornale di Vicenza e La Gazzetta dello Sport).
Dispone di: 3 sale con 33 posti a sedere ed un reparto ragazzi, con spazi e arredi adatti anche ai lettori più giovani.
La biblioteca si trova in viale Riviera Berica 631, raggiungibile con gli autobus urbani 8 e 13.

#### Villa Tacchi
La biblioteca della circoscrizione 3 inizia la sua attività nel 1968 e dal 1972 ha la sua sede presso l'omonima villa ottocentesca (che ospita anche il Centro Civico 3 e la sede della circoscrizione), circondata da un bel parco con piante ornamentali.
La Biblioteca possiede un fondo specialistico di libri di letteratura femminile, testi sulla storia del femminismo e sulla condizione femminile.
Volume patrimonio: 15.000 volumi circa, 30 periodici in abbonamento e 2 quotidiani (Il Giornale di Vicenza e La Stampa).
Dispone di: 3 sale con 48 posti a sedere, un reparto ragazzi con opere adatte ai giovani lettori ed una postazione Internet.
La sede è in Viale della Pace 89, raggiungibile con le linee urbane 1, 7 e 19.

#### Anconetta
La biblioteca della circoscrizione 4 è stata inaugurata nel 1981.
Questa sede è specializzata nel settore scientifico (scienze pure e applicate).
Volume patrimonio: 11.000 volumi, 21 periodici in abbonamento tra cui varie testate di carattere scientifico, 2 quotidiani (Il Giornale di Vicenza e La Stampa).
Dispone di: 3 sale, di cui una per ragazzi, con complessivamente 114 posti a sedere, un reparto ragazzi, con opere adatte ai giovani ed una postazione Internet.
La sede è in via dell'Acqua, al piano terra dell'edificio che ospita la scuola media "Mainardi", ed è raggiungibile con la linea urbana 5.

#### Laghetto
La biblioteca della circoscrizione 5 è stata inaugurata nel 1977.
Possiede un fondo specialistico di pedagogia, didattica e psicologia ed un fondo sulla didattica della multiculturalità. Ospita inoltre il CL (Centro Lorenzetto) che dispone di circa 2.600 monografie per adulti e ragazzi, 22 periodici in abbonamento corrente e di 80 videocassette incentrate sul tema della pace, della non-violenza, dei diritti dell'uomo e dei popoli, del disarmo, dell'obiezione di coscienza, del volontariato, della globalizzazione, del consumo e commercio equo e solidale.
Volume patrimonio: 13.000 volumi circa, 42 periodici in abbonamento e 2 quotidiani (Il Giornale di Vicenza e La Repubblica)
Dispone di: una sala per adulti con 84 posti a sedere e una sala per ragazzi con 26 posti a sedere, un reparto ragazzi con opere adatte ai giovani lettori, con spazi e arredi adatti anche ai più piccoli ed una postazione Internet.
Questa biblioteca è sita in via Lago di Pusiano 3, al piano terra del centro civico "LAGOrà" ed è raggiungibile con la linea urbana 2.

#### Villaggio del Sole
Nel territorio della circoscrizione 6 è stata creata la prima sede periferica (nel 1965) e ha trovato sede presso il Centro Civico 6.
La Biblioteca possiede un fondo specialistico sulla storia contemporanea, in particolare sulla I e la II Guerra Mondiale, un'ampia sezione di fumetti ed un considerevole fondo di libri di argomento musicale.
Volume patrimonio: 13.000 volumi circa, 2 quotidiani (Il Giornale di Vicenza e La Repubblica) ed un settimanale per ragazzi (Topolino).
Dispone di: 3 sale con 31 posti a sedere, un ampio e ricco settore di libri per ragazzi con opere di lettura, studio e ricerca adatte ai giovani lettori ed una postazione per l'accesso a Internet.
La sede si trova in via Colombo 41/a, raggiungibile con la linea urbana 5.

#### Ferrovieri
Inserita all'interno del territorio della circoscrizione 7, è stata aperta nel 1979 con la sua prima sede al piano terra della scuola media Carta.
La sede ospita anche il CDAL (Centro di Documentazione sull'America Latina), che dispone al 2015 di una dotazione di circa 1.200 opere librarie, 4 periodici in abbonamento, 50 documentari in videocassetta, 21 dischi di musica popolare dell'America Latina.
Volume patrimonio: 14.000 volumi circa, 22 periodici in abbonamento corrente e 2 quotidiani (Il Giornale di Vicenza e Il Corriere della Sera)
Dispone di: una sala di lettura con 50 posti a sedere, una saletta per attività culturali con 28 posti, un reparto ragazzi, con spazi e arredi adatti anche ai lettori più giovani e una postazione per la consultazione di Internet.
Dal 1993 la sede è presso il Centro Civico 7 (ex Scuola Elementare "A. Loschi"), a cui si accede da via Rismondo 2 o da via Vaccari 107, raggiungibile con le linee 4 e 12.
Attualmente è attiva esclusivamente come punto di distribuzione dei libri prenotati o per la restituzione degli stessi.

## La Biblioteca oggi
La Biblioteca Civica Bertoliana è stata considerata per molto tempo solamente come un'istituzione destinata agli studiosi e agli studenti, e non destinata quindi a quella fascia della popolazione non rientrante nelle due categorie sopraccitate.
Per ovviare a ciò, la biblioteca decise di allinearsi con le mutate esigenze dei cittadini. Considerata l'importanza sempre maggiore acquisita dalla stampa periodica, nel 1998 si provvide ad aprire una sezione emeroteca in Contrà Riale, aumentando i titoli in abbonamento e puntando su generi più ameni, mettendo inoltre a disposizione un accesso Internet per la consultazione delle testate on-line. Venne incrementato il servizio di consulenza e reference, aprendo un vero e proprio ufficio. Vennero allestite postazioni informatizzate e collegamenti a internet. Per andare incontro alle esigenze degli studenti, venne introdotto l'orario serale fino alle 22 (servizio attivo solo presso la Biblioteca di Palazzo Costantini).
L'offerta multimediale è stata accresciuta, pur con limitazioni dovute a risorse e spazi.
Per quanto riguarda la catalogazione informatizzata, grazie ai proventi provenienti dalla Regione e da diverse Casse di Risparmio, è stato trasferito su supporto elettronico il catalogo delle pubblicazioni acquisite dal 1930 al 1990 e ricatalogato gran parte del patrimonio librario antico a stampa presente in biblioteca.
Dal 1994 la gestione della Bertoliana è affidata a un ente strumentale del comune che gestisce la biblioteca storica e le sette biblioteche del Sistema Bibliotecario Urbano (Palazzo Costantini, Villa Tacchi, Villaggio del Sole, Anconetta, Laghetto, Ferrovieri, Riviera Berica).
Dal 1990 ha aderito al progetto SBN (Servizio Bibliotecario Nazionale) ed è incaricata dalla Regione Veneto del coordinamento del Polo SBN VIA. Dal 2000, su incarico della Provincia di Vicenza, promuove e coordina il Servizio Bibliotecario Provinciale Vicentino (SBPV), rete di cooperazione alla quale aderiscono più di 70 biblioteche vicentine.

## Opere edite dalla Bertoliana
| Anno | Opera |
| ---- | --- |
| 1984 | - Filippo Pigafetta, Viaggio da Creta in Egitto ed al Sinai 1576-1577, introduzione, testo, commento e trascrizione di Alvise Da Schio, indici analitici a cura di Lorenzo Romanato, Vicenza, Biblioteca Civica Bertoliana; - Teatro del cielo e della terra. Mappamondi, carte nautiche e atlanti della Biblioteca Bertoliana dal XV al XVIII secolo, catalogo e mostra a cura di Mario Guderzo, coordinamento di Albino Morello, Vicenza, Biblioteca civica Bertoliana; - Immagini d'archivio. Vicenza 1870-1920, Palazzo Costantini, 2 maggio-2 giugno 1984, Vicenza, Biblioteca Civica Bertoliana.       |
| 1985 | - Palagio de gl'incanti. Scienze occulte in biblioteca: libri di astrologia, alchimia e magia dei secoli XV-XVIII, catalogo e mostra a cura di Giuseppe Faggin, Vicenza, Biblioteca civica Bertoliana. |
| 1986 | - Gli anni de "La Locusta" (1954-1986), a cura di Albino Morello, Vicenza, Biblioteca civica Bertoliana; - Neri Pozza editore. 1946-1986, a cura di Angelo Colla, Renato Zironda, Vicenza, Biblioteca civica Bertoliana. |
| 1988 | - Immagini d'archivio. Vicenza 1920-1940, Palazzo Costantini, 3-23 dicembre 1988, Vicenza, Biblioteca Civica Bertoliana. |
| 1989 | - Scritti e immagini. Villaggio del Sole, a cura di Anna Brusutti - Antonio Ranzolin, Vicenza, Biblioteca pubblica di Villaggio del Sole; - Dante nelle raccolte della Bertoliana. Catalogo redatto in occasione del primo centenario della fondazione della Società nazionale Dante Alighieri, a cura di Mario Guderzo, Vicenza, Biblioteca civica Bertoliana; - Il vicentino tra rivoluzione giacobina ed età napoleonica. 1797-1813, catalogo della mostra a cura di Renato Zironda, in collaborazione con Giovanni Marcadella, Mauro Passarin, Ermenegildo Reato, Vicenza, Biblioteca civica Bertoliana. |
| 1991 | *C'era una volta un paese...Racconti e cultura a confronto: un itinerario bibliografico, Vicenza, Biblioteca civica Bertoliana; - Santità e religiosità nella diocesi di Vicenza. Vita e storia di pietà dal sec. XII al sec. XX. Catalogo della mostra, Basilica di Monte Berico, Sala del quadro, 3 settembre-8 ottobre 1991, a cura di Renato Zironda, Vicenza, Biblioteca civica Bertoliana. |
| 1994 | *Antonio Pigafetta, Il primo viaggio intorno al mondo con il Trattato della Sfera, a cura di Mario Pozzi, Vicenza, Neri Pozza. |
| 1995 | - Anconetta: una località, una icona, una comunità, a cura di Mario Dalla Via, Vicenza, Biblioteca Pubblica di Anconetta. |
| 2000 | - Donazioni, 1872-2000, a cura e con una introduzione di Giorgio Lotto, Vicenza, Biblioteca Civica Bertoliana. |
| 2003 | - Vicenza città bellissima. Iconografia vicentina a stampa dal XV al XIX secolo, a cura di Attilio Carta... [et al.]; saggi di Franco Barbieri e Giuliana Mazzi, Vicenza, Biblioteca civica Bertoliana. |
| 2004 | - I Verbali della Camera del Lavoro di Vicenza, a cura di Giuseppe Pupillo, Vicenza, Biblioteca civica Bertoliana. - Filippo Pigafetta consigliere del principe, a cura di Mario Pozzi, Vicenza, Biblioteca civica Bertoliana. |
| 2005 | - Renato Cevese, L'interesse alle arti di studiosi vicentini dell'Ottocento e del primo Novecento. Bibliografia d'arte vicentina, Vicenza, Biblioteca civica Bertoliana. - L'Archivio Neri Pozza: tra impresa e avventura editoriale, Vicenza. - Un vicentino nel Giappone dell'Ottocento: Adolfo Farsari, fotografo tra ideali e imprenditoria, Vicenza, Biblioteca civica Bertoliana. |
| 2006 | - Passeggiate per Vicenza: immagini ispirate agli scritti di Guido Piovene, fotografie di Franco Dalla Pozza, Renato Freddolini, Andrea Lomazzi, Attilio Pavin e studenti delle Scuole Medie Superiori della provincia di Vicenza, Vicenza. - Il n'es rose sans espine. Studi sulla nobile famiglia Pigafetta, testi e ricerche di Michela Petrizzelli, con la collaborazione di Albino Morello, Vicenza. - Per Vicenza e il bene comune. Opere scelte di Fedele Lampertico, premessa di Sergio Romano, a cura di Italo Francesco Baldo e Tonino Assirelli, Vicenza, Biblioteca Civica Bertoliana.           |
| 2007 | - Anche i muri parlano. I manifesti della Repubblica Sociale Italiana a Vicenza (1943 - 1945), Tonino Assirelli e Mario Giulianati, Vicenza. |
| 2008 | - 300 anni di Bertoliana. Dal passato un progetto per il futuro, Vicenza, Biblioteca civica Bertoliana; - Democristiani a Vicenza. Il partito cattolico in area berica (1944-1953), a cura di Pino Contin, Vicenza, Biblioteca civica Bertoliana; - Itinerario di Marc'Antonio Pigafetta gentil'huomo vicentino, a cura di Michela Petrizzelli, Vicenza, Biblioteca civica Bertoliana. |
| 2010 | - Pubblica come, pubblica per chi: il servizio bibliotecario pubblico tra passato e futuro, a cura della Biblioteca civica Bertoliana, Milano, Bibliografica. |
| 2011 | - Taccuino bavarese, a cura di Luciano Morbiato, Vicenza, Accademia Olimpica. - Antonio Fogazzaro-Yole Biaggini Moschini. Carteggio (1887-1909), a cura di Viviana Bertoldo, Piero Luxardo, Vicenza, Accademia Olimpica. - Album Fogazzaro, a cura di Adriana Chemello, Fabio Finotti, Adele Scarpari, Vicenza, Accademia Olimpica. |
| 2012 | - Immagine di distinzione. Gli archivi della famiglia Trissino, a cura di Claudio Povolo e Mattea Gazzola, Vicenza, Biblioteca civica Bertoliana. - Neri Pozza editore d'alta cultura, Vicenza, Biblioteca civica Bertoliana. - Giovanni da Schio, Persone memorabili in Vicenza: riproduzione digitale dei manoscritti della Biblioteca civica Bertoliana (mss. 3387-3404), Vicenza, Biblioteca civica Bertoliana. |